# Гарькавый, Илья Иванович
Илья́ Ива́нович Гарька́вый (19 июля 1888, с. Мусиенково, Екатеринославская губерния — 1 июля 1937 года, Москва) — советский военный деятель, комкор. Командующий Уральским ВО. Расстрелян в 1937 году по «делу Тухачевского». Реабилитирован посмертно.

## Биография
Родился в небогатой крестьянской семье, работал учителем в сельской школе. Украинец. С началом Первой мировой войны мобилизован и отправлен в Одесское военное училище, которое окончил в 1916 году. По окончании обучения отправлен на Румынский фронт, где в звании поручика командовал ротой 260-го пехотного полка.
После Февральской революции 1917 года был избран членом полкового комитета, а затем председателем исполкома солдатских депутатов в Кишинёве. В феврале 1918 года вступил в РКП(б). Служил комендантом района Особой армии Одесского военного округа (январь-август 1918 года), помощником военрука Воронежского губвоенкомата (август—октябрь 1918 года), начальником административного отдела штаба 9-й армии (октябрь 1918 — июнь 1919 года). Участвовал в боях с румынскими и немецкими оккупационными войсками в Бессарабии и на Украине. С июня 1919 года начальник штаба (c 18.08 по 19.10 врид начальника) 45-й стрелковой дивизии. С апреля 1921 года начальник штаба командующего вооружёнными силами Украины и Крыма, с июня 1921 года начальник штаба 3-й Казанской стрелковой дивизии. С марта 1922 года помощник командующего войсками Киевского военного округа. С мая 1922 года командир 45-й стрелковой дивизии. В 1923 году окончил военно-академические курсы усовершенствования. С июля 1924 по декабрь 1927 года командовал 8-м стрелковым корпусом, затем возглавлял Командное управления Главного управления РККА. С мая 1930 по июль 1931 года командовал 14-м стрелковым корпусом. С июля 1931 года помощник, затем заместитель командующего Ленинградским военным округом. В 1932 году возглавлял делегацию РККА на манёврах Рейхсвера.
26 января—10 февраля 1934 года делегат XVII съезда ВКП(б) с решающим голосом.
В мае 1935 года назначен командующим войсками вновь созданного Уральского военного округа и членом Военного Совета при Наркоме обороны СССР. 20 ноября 1935 года присвоено воинское звание комкор. Участник февральско-мартовского Пленума ЦК ВКП(б) в 1937 году. Член ВЦИК и ЦИК СССР.
11 марта 1937 года арестован вместе со своим заместителем, комкором М. И. Василенко, по «делу Тухачевского». На следствии признал себя виновным, несмотря на ходатайство Й. Э. Якира.
Внесен в сталинский расстрельный список от 26 июня 1937 г. (за 1-ю категорию Сталин, Каганович, Ворошилов, Жданов, Микоян). 1 июля 1937 г. был осуждён к ВМН ВКВС СССР и в тот же день расстрелян в Москве вместе с М. И. Василенко, М. М. Бакши, А. И. Геккером, С. М. Савицким, С. А. Туровским, Г. Ф. Гаврюшенко, А. Ф. Розынко, Г. Х. Потаповым и др. чинами НКО СССР (по другим сведениям, покончил жизнь самоубийством, разбив голову о стену тюремной камеры).
Похоронен на Донском кладбище в неизвестной могиле.
Реабилитирован посмертно ВКВС СССР 12 декабря 1956 года.
Жена — Эмилия Лазаревна Гарькавая (1895 г. р.) в апреле 1938 года была осуждена как член семьи изменника Родины к восьми годам лагерей. Умерла в Карлаге 7 марта 1944 года.

## Воинские чины и звания
- Прапорщик — 01.06.1916
- Подпоручик — 16.06.1917
- Поручик — 1917
- Комкор — 20.11.1935[7]

## Награды
- Орден Красного Знамени (20.02.1928[8])